# Meggy
A meggy egy csonthéjas magvú gyümölcs, illetve az azt termő meggyfa (Prunus cerasus) rövidebb neve.
A meggyet már az ókorban is ismerték a Földközi-tenger vidékén és Perzsiában. Magyar neve finnugor eredetű, ami azt jelzi, hogy már a honfoglalás előtt is ismerték eleink. Sok magyar helységnév (pl. Medgyes, Megyaszó, Medgyesegyháza), földrajzi név (Meggyes-havas, 1445 m, Meggyes-patak, a Hagymás hegységben) és családnév jelzi korai ismertségét és elterjedtségét. Magyarországon és Erdélyben termesztésének és fogyasztásának nagy hagyománya van, ennek köszönhetően hazánk világviszonylatban is az egyik legnagyobb meggytermelő országnak számít.

## Leírása
A meggyfának igen sok és sokféle – valószínűleg a cseresznyétől is származó – fajtája van. Sötétszürke kérgű fa. A cseresznyénél rövidebb életű. Vesszői idősebb korban lecsüngnek. Levelei a cseresznyééhez hasonlóak, fényesek. Virágzata bogernyő. Nemesebb fajtái önmeddők.
A meggyet a gyümölcstermelő és -fogyasztó országok többségében ipari gyümölcsnek tekintik. Világviszonylatban kivételesnek tekinthetők azok a kelet- és közép-európai országok (köztük természetesen Magyarország is), ahol a meggyet frissen is fogyasztják.
A termesztett meggyet (Prunus cerasus L.) a cseresznye (Prunus avium L.) és a csepleszmeggy (Prunus fruticosa Pall.) spontán hibridjének tartják, miután svéd nemesítők ezt mesterséges keresztezésekkel is bizonyították. Vadon a faj nem ismeretes, de elvadulásáról sok adat van.
Íze sokféle lehet, vannak egészen édeskés fajták, de van igen savanyú változata is, bár az érés előrehaladtával minden fajta egyre édesebb. A meggyet többségében persze a savanyú íz határozza meg, a legtöbben emiatt kedvelik vagy éppen nem kedvelik frissen fogyasztani.

## Ökológiai igény
A meggy kiváló alkalmazkodóképességű gyümölcsfaj, tág éghajlati határok között termeszthető. A téli hideget még a cseresznyénél is jobban elviseli. Amerikai kísérletek szerint a fás részek még a −35 °C-os lehűlést is elviselik. A gyökerek fagyérzékenysége az alanytól függ – a sajmeggy ellenállóbb.
Tenyészidőszak alatti optimális hő- és fényigénye a cseresznyééhez hasonló, de a meggy termesztési övezete valamivel hűvösebb övezetben van, s nagyobb a téli hidegigénye is. Vízigénye közepes, de a késői érésű, genetikailag kisebb gyümölcsű fajták mérete öntözéssel növelhető.

## Felhasználása
Termése különösen értékes, nyersen fogyasztják, főzve vagy frissen (akár fagyasztás után) süteményekbe teszik, tartósítva a konzerviparban használják, illetve gyümölcspárlatot, gyümölcsbort és likőrt is készítenek belőle. A legismertebb meggypálinka cigánymeggyből készül. 
A 18–19. században az uradalmi tisztek által készített dokumentumokban már felbukkan a meggybor, gyakran  „ürmös borba öntött édes must, meggybor” formájában. Gyakran feljegyzik, hogy a meggybor a vérszegénység ellenszereként is ismert.
A Békés megyei szlovákság körében a meggy nemcsak kedvelt gyümölcs, de fontos bútorfa is volt.  A letní stolec (alacsony, fonott ülőkés, faragott támlájú szék) lába is leggyakrabban meggyfából készült.

## Termesztése
A meggy számos országban termesztett gyümölcs. 2021-ben a meggyet több mint 30 országban termesztették, és az éves termés mennyisége meghaladta az 1,5 millió tonnát.
A világ legnagyobb meggy termelői közé tartozik Oroszország, Ukrajna, Törökország, Lengyelország és Szerbia. Ezek az országok a 2021-es termelésük alapján az első öt helyen álltak. 2021-ben Oroszország a világ éves meggytermésének a 17%-át adta. 

## Galéria

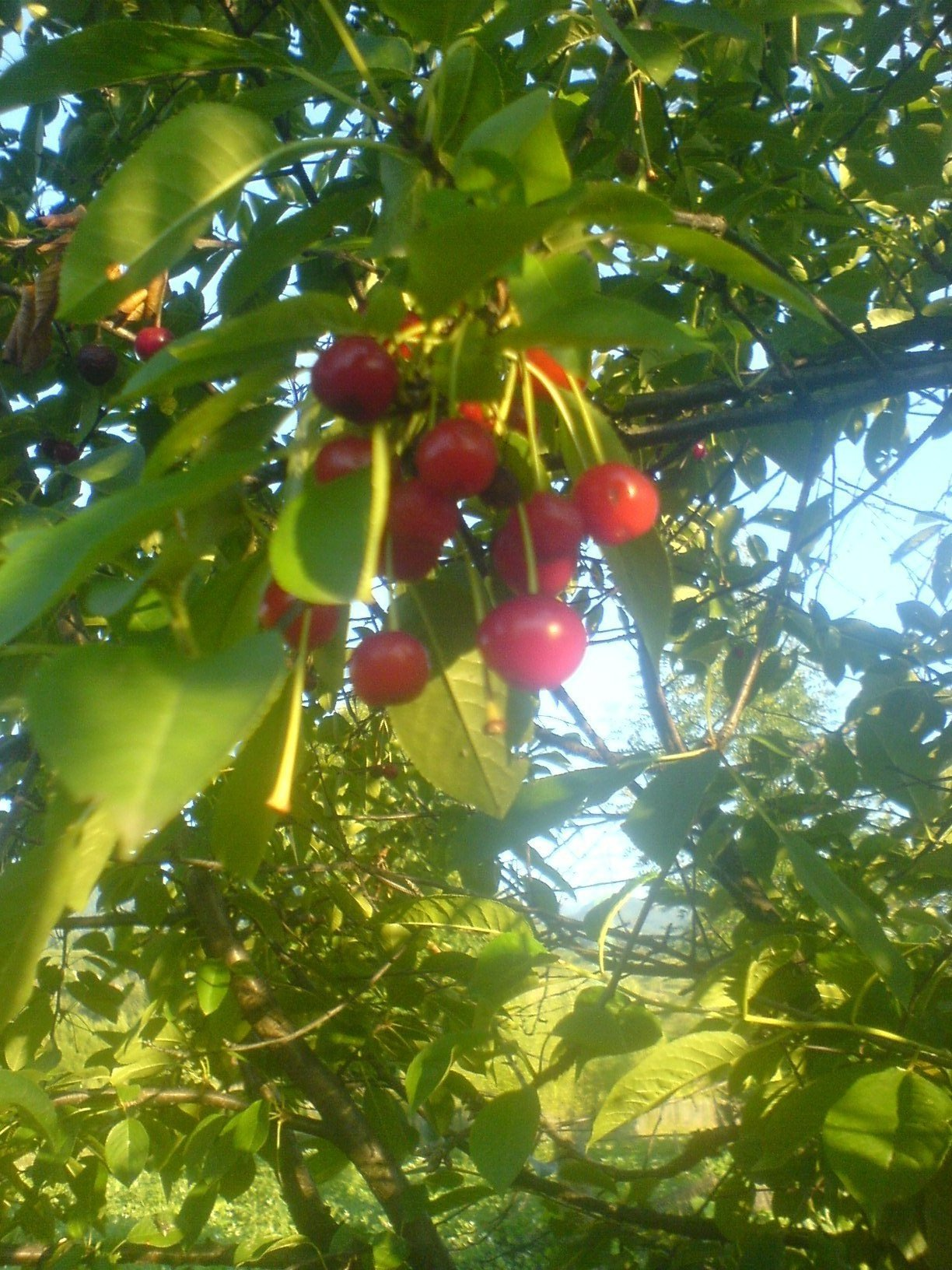
Termés és levelek
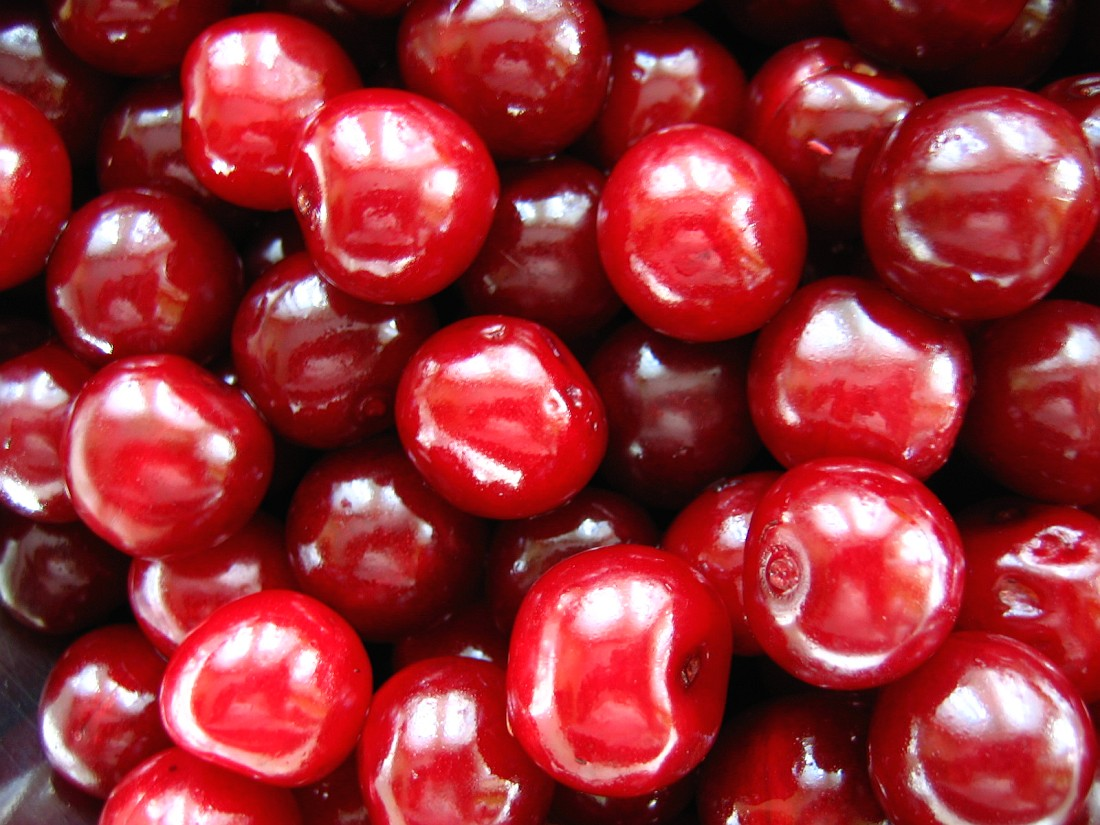
Érett meggy
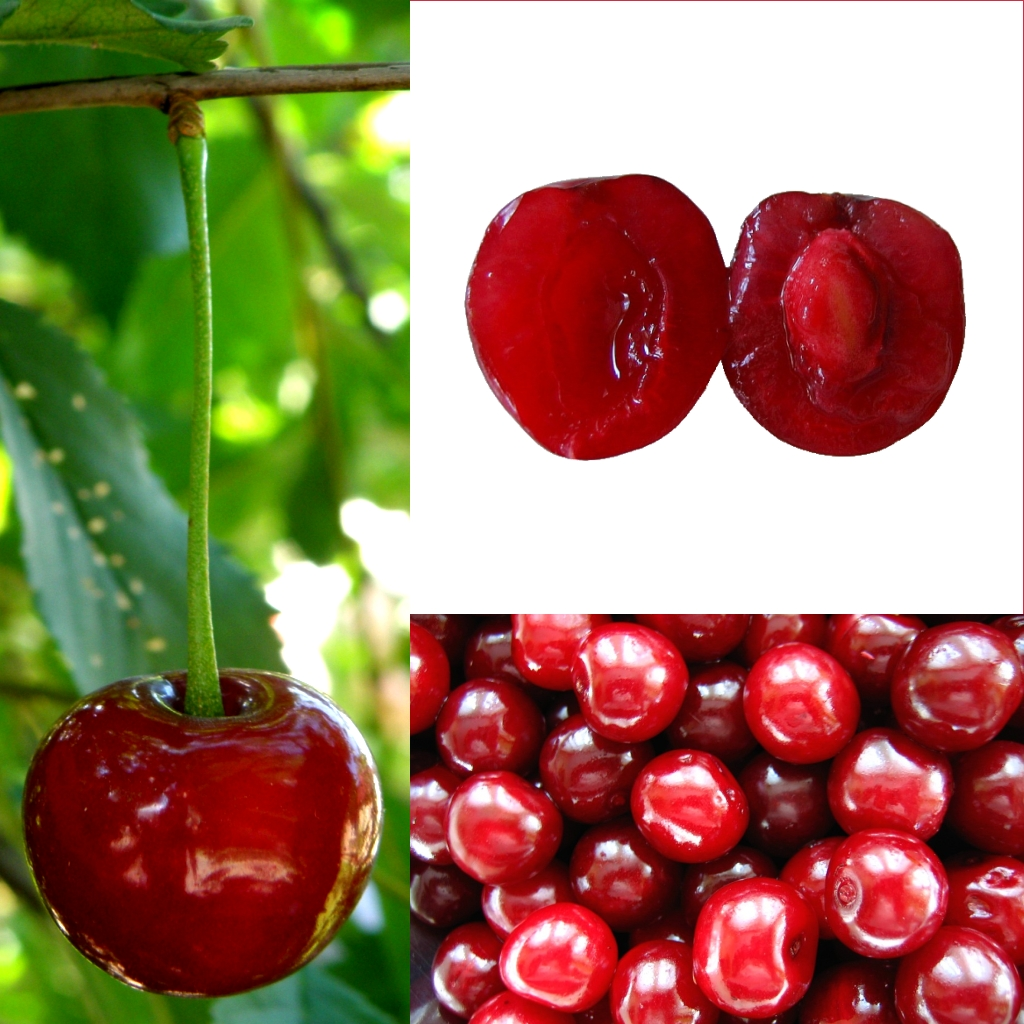
Lédús gyümölcs
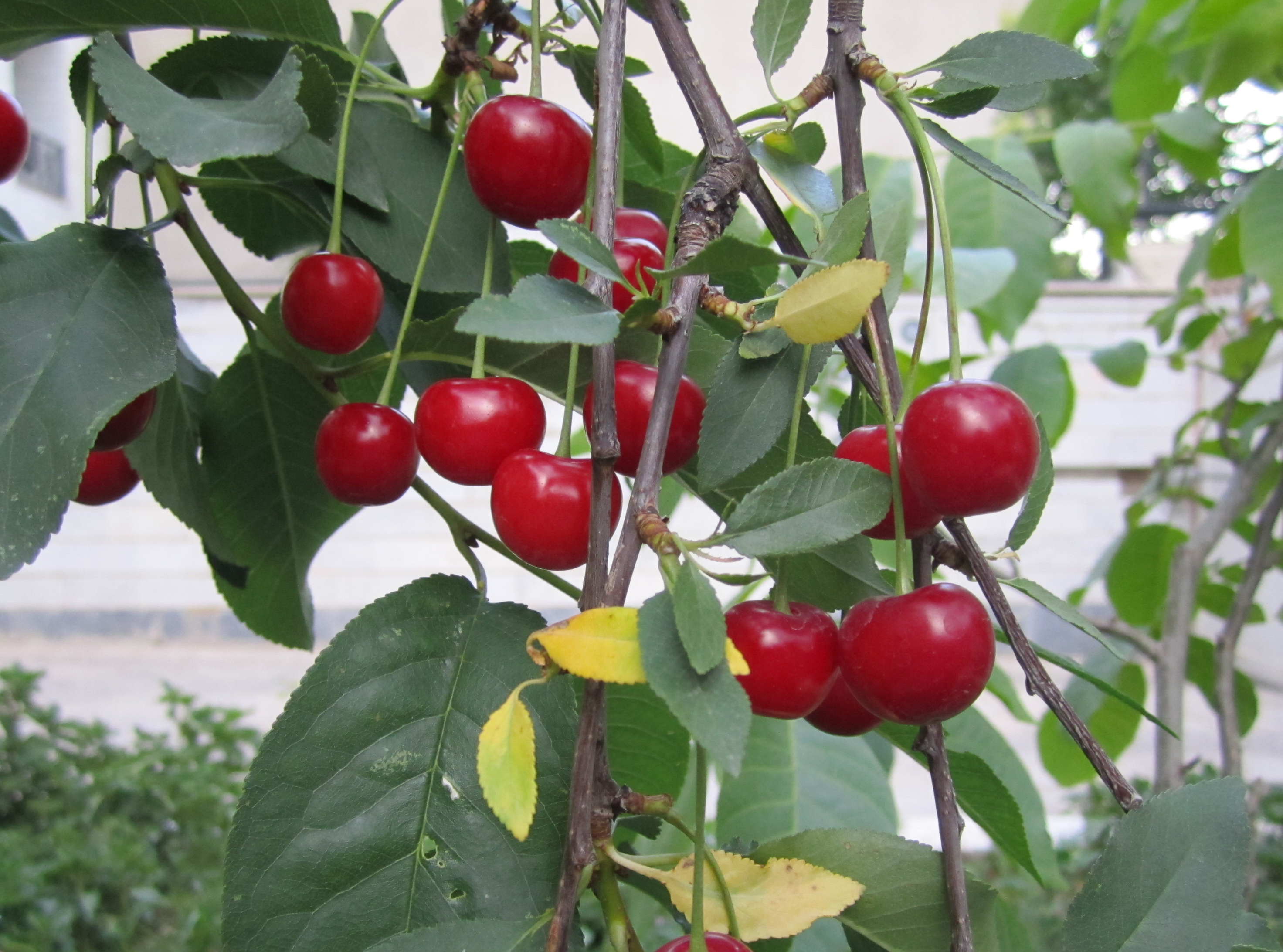
Meggy Iránban